# Madascincus melanopleura
Espèce
Synonymes
- Gongylus melanopleura Günther, 1877
- Sepsina vulsini Barbour, 1918
- Amphiglossus melanopleura (Günther, 1877)

Statut de conservation UICN

 LC  : Préoccupation mineure
Madascincus melanopleura est une espèce de sauriens de la famille des Scincidae.

## Répartition
Cette espèce est endémique de Madagascar.

## Publication originale
- Günther, 1877 : Descriptions of some new Species of Reptiles from Madagascar. Annals and Magazine of Natural History, sér. 4, vol. 19, p. 313-317 (texte intégral).